# تاريخ التعليم في كوريا
تاريخ التعليم في كوريا يعود إلى عصر ممالك كوريا الثلاث، وربما إلى أبعد من ذلك إلى عصر ما قبل التاريخ. برزت العديد من المدارس الخاصة والعامة في تاريخ التعليم في كوريا. التعليم العام أسس لأول مرة في سنة 372 بعد الميلاد. تأثر التعليم كثيراً بالكونفشيوسية والبوذية على مر التاريخ.

## عصر ما قبل التاريخ ومملكة غوجوسون
التعليم في عصر ما قبل التاريخ تضمن بشكل أساسي تعلم الصيد البري وصيد السمك وصنع الأدوات والقتال. من خلال هذه الدروس تعلم الناس كيف يكونون أعضاء في المجتمع. ولأن التعليم في عصر ما قبل التاريخ كان قائماً على حماية النفس من الطبيعة فإنه كان غير منظم، وهذا هو ما قاد إلى أحد أقدم المعتقدات في كوريا. هذه الفكرة قادت إلى تطور مفهوم سامشن (بالهانغل: 삼신 | بالهانجا: 三神 | بالعربية: الآلهة الثلاثة) بالإضافة إلى فكرتي الإحيائية والشامانية. وعلى العموم لم يكن هناك أي دين معين يؤثر في التعليم وظل التعليم يعتمد على التعاليم القصصية.
في فترة غوجوسون (؟ - 108 قبل الميلاد) العديد من عوامل التعليم من عصر ما قبل التاريخ ظلت قائمة إلا أن المجتمع بدأ بتكوين إطار عام له جنباً إلى جنب مع الأخلاقيات الاجتماعية. أقدم أثر للتعليم مذكور في كتاب تذكارات الممالك الثلاث. العديد من مقاطع الكتاب تظهر أدلة على الزراعة والعقوبات والأخلاقيات والطب. أقدم شعار تعليمي لكوريا هو هونغك إنغان (بالهانغل: 홍익인간 | بالهانجا: 弘益人間). والذي يعني «عش واعمل من أجل نفع الناس أجمعين». أقدم نظام قوانين مذكور في كتاب هان. في هذا العصر وضع التعليم لنفع المجتمع.

## عصر الممالك الثلاث وفترة شلا الموحدة
في عصر ممالك كوريا الثلاث (57 - 688 بعد الميلاد) بدأت الحكومة بإنشاء هيئة تعليمية. تأثر التعليم بشدة بالكونفشيوسية والبوذية.

### غوغوريو
أسست غوغوريو سنة 37 قبل الميلاد واستمرت حتى سنة 669 بعد الميلاد. منذ تأسيسها استخدمت غوغوريو نظام الكتابة. كتاب يوغي (بالهانغل: 유기 | بالهانجا: 留記) هو أظهر مثال على ذلك. أقدم هيئة أسست هي تايشي (بالهانغل: 태학 |بالهانجا: 太學)، وتسمى أيضاً دايهاك. أسست الهيئة في سنة 372 بعد الميلاد. استخدمت الهيئة بشكل أساسي من طبقة اليانغبان (النبلاء). أثرت الكونفشيوسية على الهيئة التعليمية بصفتها فلسفة التربية. في وقت لاحق دخلت البوذية إلى المناهج. كما علمت الهيئة كلا من العلوم الإنسانية والفنون القتالية. كما كان هناك أيضاً مؤسسة أخرى هي غيونغدانغ. والتي يعتقد أنها أسست في سنة 372 أيضا.

### بايكتشي
أسست بايكتشي في 18 قبل الميلاد واستمرت حتى 660 بعد الميلاد. الأساليب العلمية التي استخدمت تظهر بوضوح في كتاب نيهون شوكي وكتاب كوجيكي اليابانيين. تظهر هذه الأساليب أيضاً في التبادلات الثقافية مع اليابان مثل نقل كتب مختارات كونفشيوس وقصيدة المقاطع التقليدية الألف في 258 بعد الميلاد. المزيد من الأدلة التعليمية تظهر في كتاب سوغي (بالهانغل: 서기| بالهانجا: 書記) التاريخي.
لا يوجد أي سجل عن هيئة تعليمية قائمة. وعلى العموم، فإن إشارات إلى منشأة يمكن ملاحظتها من خلال العديد من المراسلات لإنشاء علاقة مع اليابان. القنصلية العامة لجمهورية كوريا ترى أن المؤسسات التعليمية وجدت قبل سنة 372.

### شلا

#### خلال عصر الممالك الثلاث
أسست شلا في عصر الممالك الثلاث في سنة 57 قبل الميلاد واستمرت حتى 668 بعد الميلاد. ركزت الحكومة بشكل أساسي على الفنون القتالية بسبب غزوات الممالك المجاورة لها. المؤسسة التعليمية الأساسية هي هوارانغ.

#### خلال عصر شلا الموحدة
أسست شلا الموحدة في سنة 668 واستمرت حتى سنة 935. أسست مؤسسة تعليمية أخرى بجانب هوارانغ نتيجة التأثير الأجنبي. كما كان هناك عدة برامج لتبادل الطلاب مع الصين. المؤسسة الرئيسية هي غهاك (بالهانغل: 국학 | بالهانجا: 國學). أخذ المنهج مباشرة من نظام سلالة تانغ. أسست المؤسسة في سنة 682، وكانت معظم الموضوعات عن الإنسانيات.

## عصر غوريو

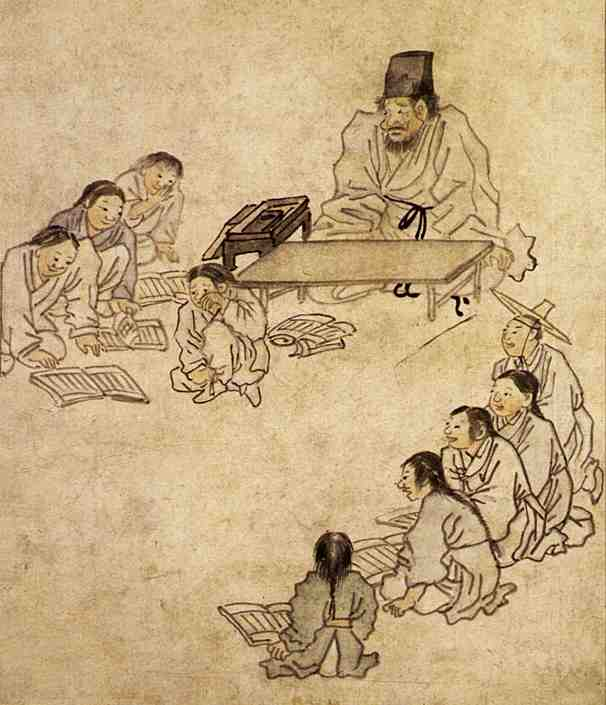
"سودانغ" رسمها كم هونغ دو.

أسست سلالة غوريو في سنة 935 واستمرت حتى سنة 1392. كان للبوذية في هذه الفترة تأثير قوي على المملكة بصفته الدين الرسمي لها. ومع ذلك فقد استخدمت الكونفشيوسية على أنها الفكرة الأساسية للفلسفة والبنية الاجتماعية. خلال حكم الملك غوانغجونغ (925 - 975) زاد نشاط نظام اختبارات غواغو (بالهانغل: 과거 | بالهانجا: 科擧) بسبب تأثير الكونفشيوسية. أقدم سياسة ملموسة تعتمد على الكونفشيوسية وجدت خلال حكم الملك سونغجونغ (حكم من 981 إلى 997). في سنة 986 بعد الميلاد، وسع التعليم ليشمل المناطق الريفية. وجد سجل حول سياسة وضعت في سنة 1127 لإنشاء مدرسة عامة في كل منطقة. المناهج العامة اعتمدت على كتب مثل تقاليد بر الوالدين ومختارات كونفشيوس. كما كان هناك أيضاً اختبار سنوي نهائي.
في عصر غوريو كان هناك نوعان رئيسيان من التعليم، الأول هو غوانهاك (بالهانغل: 관학 | بالهانجا: 官學) وساهاك (بالهانغل: 사학 | بالهانجا: 私學) هو الثاني. غوانهاك هي المدارس التي أنشأتها ودعمتها الحكومة. من أشهر مؤسسات غوانهاك: غكجاغام وهاكدانغ (بالهانغل: 학당 | بالهانجا: 學堂) في المدن وهيانغيو في الأرياف. أنشأت الحكومة أيضاً مكتبات عامة مثل بيسوون (بالهانغل: 비서원 | بالهانجا: 秘書院) وأيضاً سسوون (بالهانغل: 수서원 | بالهانجا: 修書院) من أجل دعم النشاط التعليمي. أسست غكجاغام في سنة 992 لتكون أول جامعة في الدولة. خضعت الجامعة للطبقات والتصنيفات الاجتماعية وكانت سبباً في إنشاء المؤسسات المستقبلية.
ساهاك هي المدارس التي لم تنشئها الحكومة أو تتحكم بها. من أشهر مؤسسات ساهاك: شبيدو (بالهانغل: 십이도 | بالهانجا: 十二徒) بالإضافة إلى سودانغ (بالهانغل: 서당 | بالهانجا: 書堂). مع أن شبيدو كانت إحدى مدارس ساهاك إلا أنها كانت تحت إدارة الحكومة، أغلقت سيبيدو سنة 1391.

## عصر جوسون
أسست سلالة جوسون سنة 1392 وامتدت حتى سنة 1910. في نهاية حكم سلالة غوريو بدأت البوذية بفقد تأثيرها السياسي. وبدلاً منها أصبحت الكونفشيوسية فلسفة السلالة الرسمية. باعتماد هذه السياسة أصبح تعلم اليانغبان أهم من تعلم العوام. ركز التعليم في هذه الفلسفة على كسب المراتب والتهذيب الشخصي. قيمة الإنسانيات أصبحت أعلى في حين قلة قيمة التعليم المهني. هذا الفكر كان له الفضل في إنشاء نظام أخلاقيات للدولة بأسرها ودعم فلسفة التربية الكورية بشكل عام.
ضمت المؤسسات التعليمية العليا مؤسسة سونغينغوان (بالهانغل: 성균관) في سول، والتي لعبت دور الجامعة. التعليم الثانوي ضم ساهاك (بالهانغل: 사학 | بالهانجا: 四學) في المدن وهيانغيو في المناطق الريفية. المدارس الخاصة تضم شويوان ومؤسسة التعليم الأساسية هي سودانغ. مع ذلك كانت هذه المؤسسات مستقلة وليست ممنهجة. كما كانت سودانغ ينظر لها كمرحلة تجهيز لساهاك أو هيانغيو.
أدير المنهج التعليمي بواسطة وزارة الطقوس إحدى الوزارات الستة لجوسون. السياسات التعليمية مثل غيونغك دايجون (بالهانغل: 경국대전 | بالهانجا: 經國大典) كانت تنفذ للإشراف على المؤسسات التعليمية وإدارتها. قدمت الحكومة دعمها مثل الأراضي المزروعة والأرز والسمك كما منحتهم امتيازات عديدة من ضمنها الإعفاء من الضرائب. خلال حكم الملك تايجو (حكم من 1392 إلى 1398) دعمت هيانغيو بشكل خاص. وفي سنة 1398، غيرت مؤسسة سنغينغوان من عصر غوريو لتشمل التعليم الكونفشيوسي. كما زيد في عدد الطلاب من 100 إلى 200. وأقيمت العديد من الأحداث للطلاب، كما شجعت أفكارهم الذاتية. في سنة 1411، أسست أربع مؤسسات ساهاك، والتي تختلف عن الساهاك من عصر غوريو. في كل سنة يتم اختبار 20 طالباً على منصب حكومي، هذا النظام عرف باسم سنغبو (بالهانغل: 승보 | بالهانجا: 陞補). في سنة 1477، نفذ نظام إدارة منصب لمدة 30 شهراً في ساهاك. خلال حكم الملك هيوجونغ (1649 إلى 1659) قبلت العديد من السياسات كسياسات لساهاك التي أنشأها العلماء مع سونغ جن غل كرئيس لهم. في سنة 1550، وضعت أساسيات مدرسة سوون، ولكن تأثيرها أصبح سيئاً على التعليم فقررت الحكومة إلغاءها كلها وإبقاء 47 سوون فقط في 1868.
المدرسة الملكية سميت باسم جوغهاك (بالهانغل: 종학 | بالهانجا: 宗學)، وقد أسست في سنة 1429.

## القرن التاسع عشر
في نهاية القرن التاسع عشر بدأت الحكومة والوطنيون والمبشرون الأجانب بإنشاء مدارس تتبنى الثقافة المعاصرة. ركز التعليم في هذه الفترة على أحقية التعلم للكل والمساواة الاجتماعية. بدأ التعليم في القرن التاسع عشر بإنشاء غوانهاك دونغمنهاك (بالهانغل: 동문학 | بالهانجا: 同文學) بالإضافة إلى يوكيونغونغوون (بالهانغل: 육영공원 | بالهانجا 育英公院). دونغمنهاك خدمت كمركز تدريب للمترجمين، في حين خدمت يوكيونونغوون كمدرسة لليانغبان. الساهاك التي أنشئت في هذه الفترة يمكن تقسيمها إلى قسمين هما المدارس المسيحية والمدارس المدنية. في سنة 1894 جنباً إلى جنب مع إصلاحات غابو تم تغيير سياسات التعليم. استبدل غواغو بمؤسسة هاغموامن (بالهانغل: 학무아문 | بالهانجا: 學務衙門). في شهر يوليو من عام 1894، أنشئت مدارس متخصصة وعين الطلاب حسب تقديراتهم في هاغموامن. قريباً من سنة 1894 أعلن الإمبراطور غوجونغ أن التعليم الحديث يجب أن يقبل. العديد من الإيضاحات والإضافات على السياسة قدمت في سنة 1895.

### المدارس المشهورة
أول مدرسة مدنية أسست في 1883، والتي سميت باسم وونسانهاغسا (بالهانغل: 원산학사 | بالهانجا: 元山學舍). في سنة 1885، قام هنري أبينزيلير بإنشاء مدرسة بايجايهاكدانغ (بالهانغل: 배재학당). هذه المدرسة كانت مدرسة ثانوية وهدفاً لزيادة عدد العاملين في الحكومة. في سنة 1886 قام سكرانتون بإنشاء إيهواهاكدانغ (باهانغل: 이화학당)، لتكون أول مدرسة تعليمية للنساء فقط. في سنة 1886 أيضاً قام أندروود بإنشاء مدرسة غينغشن (بالهانغل: 경신학교)، والتي أصبحت اليوم جامعة يونسي. في 1895، قام من يونغ هوان بإنشاء مدرسة هنغها (بالهانغل: 흥화학교 | بالهانجا: 興化學校) لتعليم اللغة الإنجليزية واليابانية وتقنيات المسح. في سنة 1899، قام آن تشانغ هو بإنشاء مدرسة جمجن.

## الاحتلال الياباني (1910 - 1945)

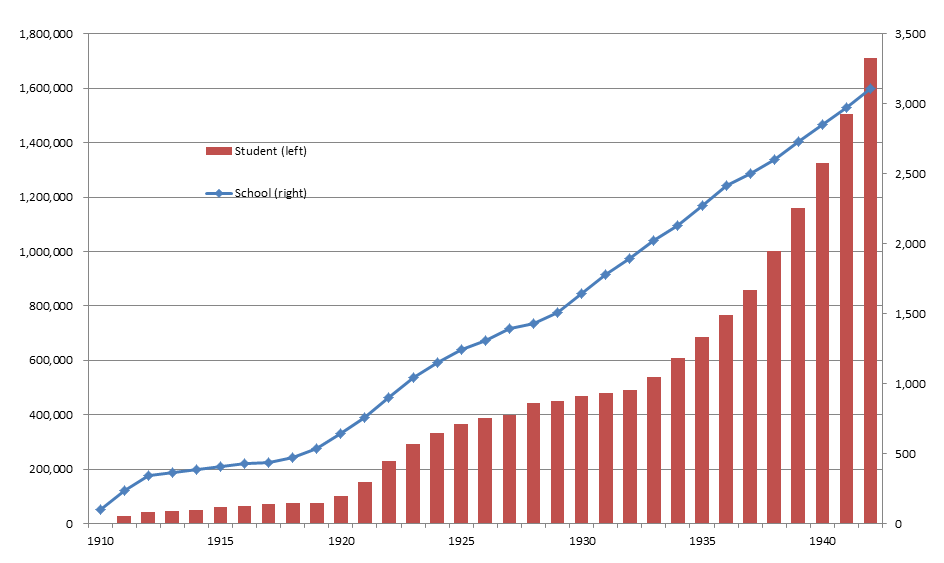
عدد المدارس العمومية المنتظمة(공립보통학교) وعدد الطلاب

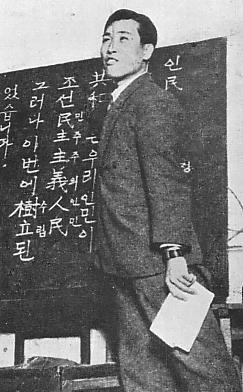
تعليم كوري في القرن العشرين

السياسات الأولى في هذه الفترة ظاهرة في مرسوم قوانين التعليم في جوسون الأول (بالهانغل: 조선교육령 | بالهانجا: 朝鮮敎育令) وقوانين المدارس الخاصة (بالهانغل: 사립학교규칙) والتي أعلنت في 1911. يفسر مرسوم التعليم في جوسون على أنه محاولة لطمس الثقافة الكورية والاستقلال الروحي وإبقاء كوريا تحت حكم المستعمر. أنشئت العديد من السياسات بعد المرسوم نظاماً تعليمياً يتكون من ثلاث إلى أربع سنوات في مدرسة بوتونغ (بالهانغل: 보통학교 | بالهانجا: 普通學校)، وهو نوع من أنواع التعليم الأساسي. بعد ذلك أربع سنوات في مدرسة بوتونغ غودونغ (بالهانغل: 고등보통학교 | بالهانجا: 高等普通學校) ومدرسة بوتونغ غودونغ للفتيات فقط (بالهانغل: 여자고등보통학교 | بالهانجا: 女子高等普通學校)، كلتا المدرستين تشكلان التعليم الثانوي. بعد ذلك سنتين أو ثلاثة في مدرسة شِلُب (بالهانغل: 실업학교 | بالهانجا: 實業學校) ومدرسة غاني شلب (بالهانغل: 간이실업학교) بدون حد أقصى لمدة التعلي، وكلتاهما تشكلان مدرستين مهنيتين. بعد ذلك مدرسة جنمن (بالهانغل: 전문학교 | بالهانجا: 專門學校) وهي نوع من أنواع التعليم فوق الثانوي. ركزت مدرسة بوتونغ على القراءة والكتابة والحساب. وكانت موادها تضم سُشن (بالهانغل: 수신) والكورية واليابانية والهانجا والحساب كانت إلزامية. خدمت المدرسة كتجهيز للأعمال وليس للتعليم العالي. ركزت مدرسة غودونغ بوتونغ أيضاً على الأعمال. وضمت موادها سشن، والكورية، والهانجا، واليابانية. بحلول سنة 1915، كان هناك ما يقارب من 399 مدرسة بوتونغ. و 56،253 طالب فيها، بالإضافة إلى 5،976 طالبة في مدرسة بوتونغ مقارنة مع 291 مدرسة ابتدائية يابانية، و 31،142 طالباً يابانياً بها و 28،206 طالبة يابانية. قرابة 30% من مدربي مدارس بوتونغ كانوا يابانيين وقرابة 60% من اليابانيين في مدارس غودونغ بوتونغ.
المرسوم المتعلق بالمدارس الخاصة (بالهانغل: 사립학교령) أعلن في سنة 1908. عدل المرسوم في سنة 1911. وفي سنة 1915 أعلنت تعديلات أخرى لقانون المدارس الخاصة (بالهانغل: 개정사립학교규칙)، هذا القانون طبق على جميع المدارس. الإعلان تضمن أن إنشاء المدارس وتعيين المدراء والمدرسين والمناهج يجب أن ينظم من قبل الإمبراطورية اليابانية. وعلاوة على ذلك منعت مواد الجغرافيا والتاريخ والكتاب المقدس، وبالتالي انخفض عدد المدارس من 1973 في سنة 1910 إلى 1317 في سنة 1912، ومن ثم انخفض إلى 1240 في سنة 1914، ليتناقص إلى 690 في سنة 1919.
عدلت السياسات التعليمية بعد حركة الأول من مارس سنة 1919. وقد تم إعلان السياسات المعدلة في سنة 1922. أنشئت السياسات التعليمية للطلاب المتحدثين باللغة الكورية واللغة اليابانية بشكل منفصل. سمح للكوريين بالدراسة في المدارس العادية (بالهانغل: 사범학교 | بالهانجا: 師範學校). كما زاد مستوى التعليم بشكل عام. أيضاً فإن سنوات الدراسة في مدارس بوتونغ زادت إلى ستة. وأصبحت مادة اللغة الكورية إلزامية، كما سمح بإنشاء المزيد من المدارس. قدمت الحكومة اليابانية تنازلات لإنشاء جامعات تحت حكمها عندما طالب القوميون بإنشاء منلب دايهاك (بالهانغل: 민립 대학 | بالهانجا: 民立大學). ونتيجة لذلك فقد صدرت قوانين تخص إنشاء جامعات غينغسنغ جايغك (بالهانغل: 경성제국대학설치에 관한 법률) في سنة 1922. مع أن هذه السياسات كانت شبيهة بالمناهج اليابانية إلا أنها ركزت على تعزيز التعليم الياباني وإنقاص التعليم الكوري. هذا الخلاف مدعوم بعدة حقائق منها أن مدة تدريس اللغة اليابانية كانت ضعف مدة تدريس اللغة الكورية في المدارس الثانوية والابتدائية، بالإضافة إلى تدريس تاريخ اليابان وجغرافيتها.
في مارس 1938 صدر مرسوم جديد للتعليم في جوسون على يد جيرو مينامي. عززت كل العناصر اليابانية وأجبر المعلمون على تدريس المقررات باللغة اليابانية. النقطة الرئيسية في هذا المرسوم كانت تغيير أسماء المدارس إلى أسماء ذات نمط ياباني. غير اسم مدرسة بوتونغ إلى مدرسة شمسانغ الابتدائية (بالهانغل: 심상소학교)، وغير اسم مدرسة غودونغ بوتونغ إلى المدرسة المتوسطة (بالهانغل: 중학교)، وغير اسم مدرسة غودونغ بوتونغ للفتيات إلى مدرسة غودونغ للفتيات (بالهانغل: 고등여학교). غيرت مادة اللغة الكورية لتصبح مادة اختيارية، وهو ما يعني نهاية المطاف بالنسبة إليها. وفي سنة 1941 غير اسم مدرسة شمسانغ الابتدائية إلى مدرسة الشعب (بالهانغل: 국민학교 | بالهانجا: 國民學校). وفي سنة 1943، صدر مرسوم متعلق بالتعليم خلال وقت الحرب (교육에 관한 전시비상조치령) ليغير نظام التعليم إلى تجهيز للحرب. المراسيم التي أعقبت هذا المرسوم غيرت النظام بالكامل ليتعلق بالحرب. نظراً للتغيرات فقد أجبر الطلاب على أن يصبحوا جنوداً وأغلقت المدارس نتيجة لذلك.